# San Biagio Platani
San Biagio Platani (San Biaggiu Plàtini trong tiếng Sicilia) là một đô thị của tỉnh Agrigento ở vùng Sicilia, có vị trí cách khoảng 70 km về phía nam của Palermo và khoảng 20 km về phía bắc của Agrigento. Vào thời điểm ngày 31 tháng 12 năm 2004, đô thị này có dân số 3.689 người và diện tích là 42,4 km².
San Biagio Platani giáp các đô thị sau: Alessandria della Rocca, Casteltermini, Sant'Angelo Muxaro, Santo Stefano Quisquina.